# بيرلان
بيرلان هي قرية في مقاطعة أرومية، إيران. يقدر عدد سكانها بـ 178 نسمة بحسب إحصاء 2016.